# 검룡류
검룡류(劍龍類 Stegosauria)는 쥐라기부터 백악기까지 살았던 초식성 조반류 공룡의 무리이다. 검룡류 화석은 대부분 북반구, 주로 현재의 아메리카, 유럽 그리고 중국에서 발견되었으나 한 종 (켄트로사우루스 아이티오피쿠스) 만은 아프리카에서 발견되었다. 지리적인 기원은 분명하지 않으나 가장 이른 시기의 분명한 검룡류는 후양고사우루스 타이바이로 중국에서 발견되었다.
검룡류는 갑옷을 가진 공룡 (장순류)으로 초기에는 해당 그룹의 원시적인 형태와 크게 다르지 않아 작은 몸집에 낮은 자세로 갑옷 같은 인갑(scute)로 몸을 보호하며 달릴 수 있는 동물이었다. 검룡류가 초기에 이룩한 진화적 혁신은 골침 (thagomizer) 이라고 불리는 꼬리의 스파이크로, 방어를 위한 무기였다. 후대의 종들 중 스테고사우루스과에 속한 종들은 몸집이 커졌고, 뒷다리가 길어져 달릴 수 없게 되었다. 이런 변화로 인해 골침을 이용한 능동적인 방어가 더 중요해졌다. 꼬리는 넓은 형태의 골반에서 수평으로 뒤쪽으로 뻗어나가 상대적으로 높은 위치에 있었기 때문에 골침을 이용해 커다란 포식자도 물리칠 수 있었다. 스테고사우루스과 공룡들은 등과 엉덩이 그리고 꼬리에 복잡한 배열의 스파이크와 골판을 가지고 있었다. 이들의 목은 더 길어졌고 작은 머리는 더 좁아져 부리를 이용해 소철류의 가장 좋은 부분만 선택적으로 뜯어먹을 수 있었다. 소철류가 쇠퇴하기 시작하자 검룡류도 그 뒤를 따랐고 백악기 전기에 멸종했다.
19세기 초에 처음으로 발견된 검룡류의 화석은 단편적이었다. 상태가 좋은 화석인 다켄트루루스 속의 표본은 1874년에 영국에서 발견되었다. 얼마 지나지 않아 1877년 미국에서 최초로 거의 완전한 골격이 발견되었다. 오트니엘 찰스 마쉬 교수가 그 해에 이들 표본을 새로운 속인 스테고사우루스로 분류하였고, 검룡류 (스테고사우리아) 라는 이름이 여기에서 유래했다. 스테고사우루스는 여전히 가장 유명한 검룡이다. 20세기 후반에 중국에서 중요한 화석이 많이 발견되어 현재 알려진 검룡류의 절반 정도를 차지하고 있다.